# Bol chantant
 (novembre 2012).
Si vous disposez d'ouvrages ou d'articles de référence ou si vous connaissez des sites web de qualité traitant du thème abordé ici, merci de compléter l'article en donnant les références utiles à sa vérifiabilité et en les liant à la section « Notes et références ».

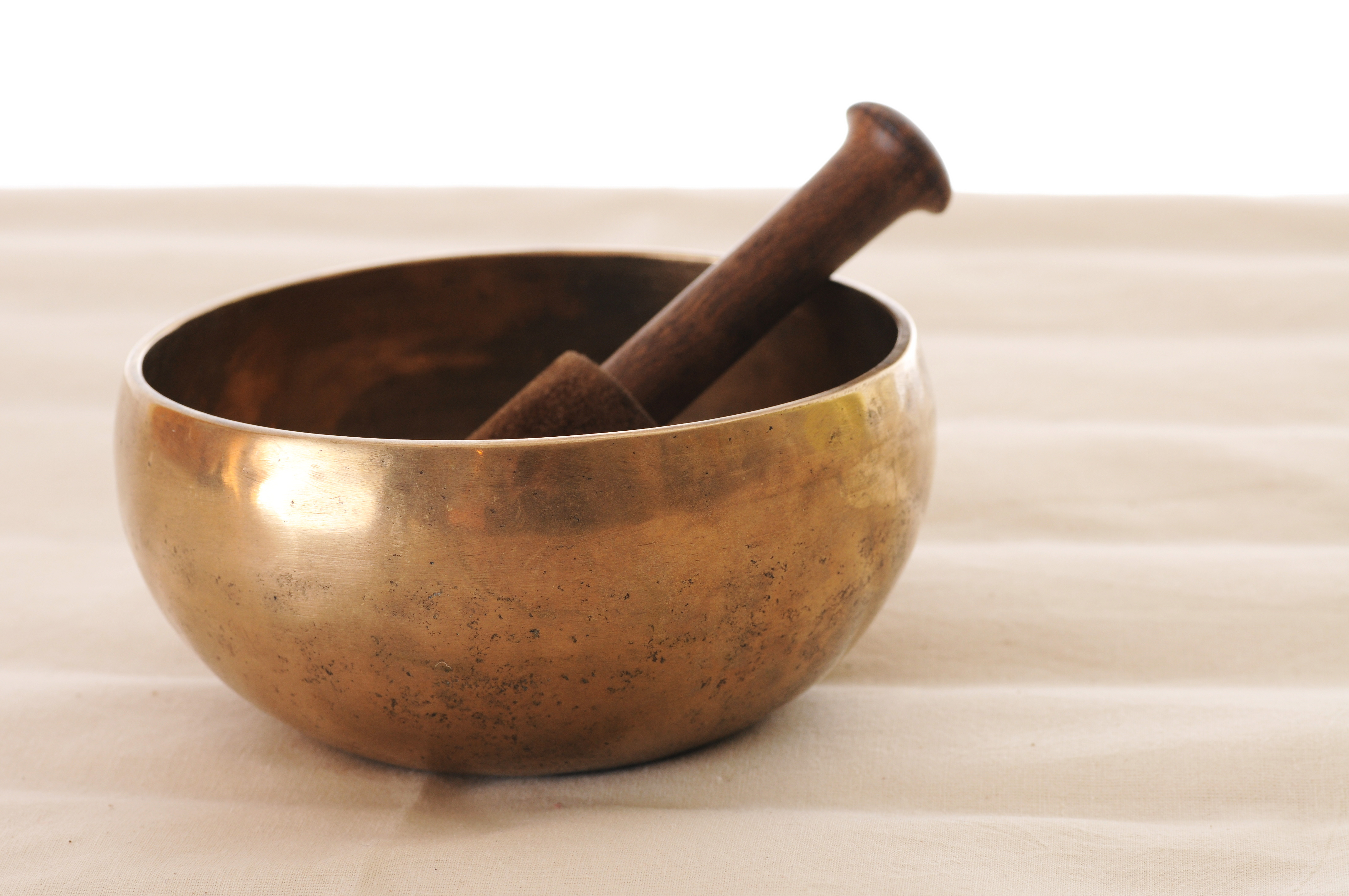
Un bol chantant.

Les bols chantants ou  bols tibétains sont une forme particulière de cloche renversée sans battant que l'on fait résonner à l'aide d'un maillet. Initialement utilisés comme instrument traditionnel par les écoles bouddhistes mahayana et tantriques, on les trouve essentiellement dans les régions himalayennes (Tibet, Népal, Bhoutan, Ladakh…) et dans le nord de l'Inde, mais leur usage est répandu dans nombre de régions d'influence bouddhiste.

## Fabrications différentes

### Les bols chantants coulés et moulés
Leur technique de fabrication est, contrairement aux idées reçues, très artisanale. Le métal en fusion est essentiellement constitué de laiton. Parfois, les artisans y ajoutent un ou deux autres métaux qui vont apporter une qualité sonore supplémentaire. Les bols chantants moulés avec cinq métaux, par exemple, se situent nettement au-dessus des simples bols en laiton en termes de qualité sonore.
À Katmandou, ou encore à Patan, les artisans utilisent des moules à usage unique faits dans une matière calcaire et qui sont brisés après la coulée du métal en fusion. Une fois le moule brisé et  le bol chantant ainsi libéré, on procéde à l’ébarbage de ce dernier. Enfin, il est poli. 
Par la suite, deux sortes de finition sont possibles.
La première consiste à tremper le bol dans l'acide afin de lui donner une patine lui donnant un aspect vieilli. 
La seconde est la peinture par des artistes avec une cire liquide noire qu'on laisse sécher. On trempe ensuite le bol chantant dans l'acide, selon le procédé de l'eau forte. On obtient ainsi un relief gravé avec des motifs symboliques du bouddhisme tibétain. 

### Les bols tibétains de sept métaux martelés à la main
Les bols chantants martelés à la main constituent le meilleur de cet artisanat. Leur fabrication, ancestrale, nécessite une main d'œuvre plus nombreuse.
Dans un creuset calcaire, on coule sept métaux dont les doses restent jalousement tenues secrètes. On obtient alors une galette d'alliage qui est ensuite placée dans un four à très haute température. L'équipe de martelage est constituée de quatre personnes. Trois marteleurs manient la masse de frappe, de façon alternée, avec une synchronisation parfaite.Le quatrième marteleur est en quelque sorte le contremaître : c’est lui qui, avec la pince, présente la galette en différentes positions pour prendre la forme voulue.  Si ce travail peut paraître très violent, il est extrêmement précis et ne souffre d'aucune erreur de placement.
Après plusieurs heures de martèlement alterné de remises au four, et une dernière finition martelée par le maître d'œuvre, le bol tibétain est ébarbé, puis poli. Ensuite, comme pour les bols moulés et coulés, il peut recevoir une des deux finitions décrire plus haut.
Simplement ébarbé et poli, il conserve sa brillance, avec un aspect pur et sobre.

### Composition
La tradition tibétaine veut qu'un alliage de sept métaux différents soit employé, chaque métal se rapportant à un des sept chakras, ce qui leur donnerait, dit-on, des vertus thérapeutiques. Selon d'autres sources, les métaux utilisés font référence aux sept corps célestes du système solaire :
- argent (la Lune),
- cuivre (Vénus),
- étain (Jupiter),
- fer (Mars),
- mercure (Mercure),
- or (le Soleil),
- plomb (Saturne).

Néanmoins, des analyses métallurgiques réalisées sur des bols métalliques dont la fabrication a été estimée entre le XVIe siècle et le XIXe siècle démontrent que cet alliage de sept métaux était absent à cette époque. Ces bols sont composés principalement d'étain et de cuivre.

## Histoire
Bien qu'il soit parfois affirmé que l’existence des « bols chantants » remonte à une tradition prébouddhique et chamanique Bon-Po, la fabrication et l'utilisation de bols spécifiquement dans le dessein de « chanter » sont considérées comme un phénomène moderne. Les archives historiques et les récits de la musique tibétaine ou himalayenne sont muets sur les bols chantants.
Les ethnomusicologues ayant étudié la musique tibétaine au XXe siècle ne mentionnent pas de traces de bols chantants au Tibet avant les années 1970.
Le bol chantant tire cependant son origine des bols en métal couramment utilisés comme récipients depuis des milliers d’années dans différentes régions de l’Asie. L’utilisation de divers récipients en bronze ou laiton fait partie intégrante de la vie culturelle himalayenne.
L’utilisation des bols chantants pour leur qualité sonore remonterait aux années 1960. Ce n’est que lors de l’expansion du tourisme dans l’Himalaya, et notamment au Népal, que l’on commence à évoquer le bol chantant, dans un premier temps pour l’intérêt porté par l’afflux de touristes pour cet objet.
La fabrication de bols pour leur qualité sonore a rapidement évolué et leur utilisation à diverses fins s’est progressivement démocratisée à travers le monde.

## Utilisation
Les bols tibétains sont des instruments chantants qui peuvent être utilisés de deux manières bien spécifiques afin de faire retentir leur sonorité. Pour résumer, il est possible de s'en servir soit :
- en le frappant à l'aide d'un maillet de bois nu ou recouvert de feutre, ou d'autres matières, comme sur un gong ; on vient simplement taper la partie extérieure du bol avec le maillet pour laisser ensuite résonner le bol. C'est la méthode la plus simple et intuitive pour faire résonner un bol tibétain.
- en tournant lentement une mailloche, bâton en bois, parfois recouvert de cuir ou de caoutchouc, sur le bord extérieur du bol. On peut taper d'abord la partie extérieure du bol pour le faire résonner et ensuite frotter avec le maillet verticalement autour des parois du bol. On peut aussi simplement frotter. On obtient aussi de nouvelles harmonies de sonorités et d'exploiter au mieux tout le potentiel du bol chantant. C'est généralement de cette manière qu'il est utilisé en méditation[9]. Il est important de ne pas faire tourner le maillet de façon rapide. Ce n'est pas la rapidité qui donne l'efficacité de la mise en vibration du bol chantant. C'est la bonne position qui crée la vibration. C'est une question de force centrifuge, comme pour des satellites qui tournent autour de la Terre. Si on veut les faire s'éloigner de celle-ci, on leur donne de la vitesse. Ainsi, si l'on tourne le maillet trop vite autour du bol, il ne sera plus en vibration mais en percussion avec un son désagréable. On peut commencer la vibration en tournant un peu vite pour la lancer, mais dès qu'on l'a trouvé, il faut ralentir au maximum[10].

Il est à noter que certains bols sont plus ou moins difficiles à faire chanter. Le choix d'un bol est personnel, selon la sensibilité de chacun à l'un ou l'autre son du bol.

## Dans la culture
Le premier enregistrement utilisant des cloches tibétaines et des bols chantants est l'album Tibetan Bells (en), d'Henry Wolff et Nancy Hennings en 1972.